# Comuna Barvînivka, Novohrad-Volînskîi
Barvînivka (în ucraineană Барвинівська сільська рада) este o comună în raionul Novohrad-Volînskîi, regiunea Jîtomîr, Ucraina, formată din satele Barvînivka (reședința), Talkivka și Talkî.

## Demografie
Componența lingvistică a comunei Barvînivka
     Ucraineană (99,66%)
     Alte limbi (0,34%)
Conform recensământului din 2001, majoritatea populației comunei Barvînivka era vorbitoare de ucraineană (99,66%), existând în minoritate și vorbitori de alte limbi.